# Лінвуд Данн
Лінвуд Ґейл Данн (англ. Linwood Gale Dunn, 27 грудня 1904, Бруклін, Нью-Йорк, штат Нью-Йорк, США — 20 травня 1998, Бербанк, округ Лос-Анджелес, штат штат Каліфорнія, США) — американський піонер візуальних спеціальних ефектів у кінофільмах та винахідник супутніх технологій. Данн працював над створенням багатьох фільмів та серіалів, зокрема «Кінг-Конг» (1933), «Громадянин Кейн» (1941) і «Зоряний шлях» (1966—1969).

## Відомі твори
- 1930 : Danger Lights, RKO Radio Pictures
- 1930 : Cimarron, RKO Radio Pictures
- 1932 : «Найнебезпечніша гра»[en] / (The Most Dangerous Game), RKO Radio Pictures
- 1932 : «Райський птах»[en] / (Bird of Paradise), RKO Radio Pictures
- 1933 : «Політ до Ріо» / (Flying Down to Rio), RKO Radio Pictures
- 1933 : «Кінг-Конг» / (King Kong), RKO Radio Pictures, оптична фотографія
- 1933 : «Лапа мавпи»[en] / (The Monkey's Paw), RKO Radio Pictures
- 1934 : Down to Their Last Yacht (also known as Hawaiian Nights), RKO Radio Pictures
- 1935 : Optical effects, She, RKO Radio Pictures
- 1935 : «Останні дні Помпеї»[en] / (The Last Days of Pompeii), RKO Radio Pictures
- 1938 : «Виховання крихітки» / (Bringing Up Baby), RKO Radio Pictures
- 1939 : Gunga Din, RKO Radio Pictures
- 1939 : «Горбань із Нотр-Дама»[en] / (The Hunchback of Notre Dame), RKO Radio Pictures
- 1940 : «Швейцарська родина Робінсонів»[en] / (The Swiss Family Robinson), RKO Radio Pictures
- 1941 : «Громадянин Кейн» / (Citizen Kane), RKO Radio Pictures, оптичні ефекти
- 1942 : «Люди-коти»[en] / (Cat People), RKO Radio Pictures, спеціальні фотографічні ефекти
- 1942 : «Військово-морський флот пробивається» / (The Navy Comes Through), RKO Radio Pictures
- 1943 : «Бомбардир» / (Bombardier), RKO Radio Pictures
- 1944 : «Дні слави»[en] / (Days of Glory), RKO Radio Pictures
- 1944 : Experiment Perilous, RKO Radio Pictures 1944
- 1945 : A Game of Death, RKO Radio Pictures 1945
- 1949 : Mighty Joe Young (also known as Mr. Joseph Young of Africa), RKO Radio Pictures 1949
- 1951 : The Thing from Another World (also known as The Thing), RKO Radio Pictures 1951
- 1952 : Androcles and the Lion, RKO Radio Pictures, 1952
- 1953 : The French Line, RKO Radio Pictures 1953
- 1956 : The Conqueror, RKO Radio Pictures 1956
- Optical effects, Forty Guns, 20th Century Fox, 1957
- 1957 : Special photographic effects, China Gate, 20th Century Fox, 1957
- 1958 : Special effects photography, I Married a Woman, Universal, 1958
- 1961 : «Вестсайдська історія» / (West Side Story), United Artists, фотографічні ефекти
- 1963 : «Цей шалений, шалений, шалений, шалений світ» / (It's a Mad Mad Mad Mad World), Metro-Goldwyn-Mayer, фотографічні ефекти
- 1964 : «Цирковий світ»[en] / (Circus World), Paramount, спеціальний консультант з фотографічних ефектів
- 1965 : «Великі перегони» / (The Great Race), Warner Bros.
- 1966 : «Біблія: На початку» / (The Bible-In the Beginning), 20th Century Fox
- 1966 : What Did You Do in the War, Daddy?, 1966
- 1966 : «Гаваї»[en] / (Hawaii), спеціальні фотографічні ефекти, United Artists
- 1969 : «Аеропорт» / (Airport), Universal
- 1970 : «Дорога Лілі»[en] / (Darling Lili), Paramount, спеціальні фотографічні ефекти
- 1975 : Special photographic effects, The Devil's Rain, Joseph BrennerAssociates, Inc., 1975
- 1977 : Consultant, Star Wars, 20th Century Fox, 1977
- 1990 : Assistance, Spaced Invaders, Smart Egg Releasing Corp., 1990